# Саруа, Ражден Степанович
Ражден Степанович (Роджен Стефанович) Саруа (1927 год, село Пирвели Гали, ССР Абхазия, ССР Грузия, ЗСФСР, СССР — неизвестно, село Пирвели Гали, Гальский район, Абхазская АССР, Грузинская ССР) — звеньевой колхоза имени Сталинской Конституции Гальского района Абхазской АССР, Грузинская ССР. Герой Социалистического Труда (19.03.1947).

## Биография
Родился в 1927 году в селе Пирвели Гали ССР Абхазии (ныне — Ткварчельский район Абхазии). Грузин.
С началом Великой Отечественной войны Ражден несовершеннолетний Роджен вступил в местный колхоз имени Сталинской Конституции Гальского района, председателем которого являлся К. Д. Чеминава.
В конце 1940-х годов Ражден Степанович возглавлял комсомольско-молодёжное звено, которое в 1947 году получило урожай кукурузы 75 центнеров с гектара на площади 3 гектара.
Указом Президиума Верховного Совета СССР от 21 февраля 1948 года за получение высоких урожаев кукурузы и пшеницы в 1947 году Саруа Раждену Степановичу присвоено звание Героя Социалистического Труда с вручением ордена Ленина и золотой медали «Серп и Молот».
Этим же указом званием Героя Социалистического Труда были награждены труженики колхоза имени Сталинской Конституции бригадиры Чака Бардгуевич Джеджея, Бага Яковлевич Какачия, Пармен Кочоевич Саруа, звеньевые Владимир Согратович Джгереная, Ленти Бардгуевна Джеджея, Леонтий Муразович Езугбая, Кванта Дзакаевич Какава и Джоджо Пехвович Микая.
В последующие годы звено Р. С. Саруа продолжало получать высокие урожаи кукурузы и зелёного чайного листа. По итогам работы в следующем, 1948 году он был награждён вторым орденом Ленина.
Проживал в родном селе Пирвели Гали Гальского (с 1994 года — Ткварчельского) района.
Награждён 2 орденами Ленина (21.02.1948; 03.05.1949), медалями.

## Награды
- Золотая медаль «Серп и Молот» (21.02.1948);
- орден Ленина (21.02.1948).
- орден Ленина(03.05.1949).
- Медаль «В ознаменование 100-летия со дня рождения Владимира Ильича Ленина»
- Медаль «За доблестный труд в Великой Отечественной войне 1941—1945 гг.»

- и другими
- Отмечен медалями ВСХВ/ВДНХ дипломами и почётными грамотами.